# Фолі (аеропорт)
Муніципальний аеропорт Фолі (англ. Foley Municipal Airport), (FAA ідент. місц.: 5R4) — комерційний аеропорт, розташований в шести кілометрах на північний захід від центральної частини міста Фолі (округ Болдвін, Алабама, США). Аеропорт знаходиться у власності міста Фолі.

## Операційна діяльність
Муніципальний аеропорт Фолі займає площу в 42 га, розташований на висоті 23 метрів над рівнем моря і експлуатує одну злітно-посадкову смугу:
- 18/36 розмірами 1128 х 23 метрів з асфальтовим покриттям.

За період з 8 березня 2007 року по 8 березня 2008 року муніципальний аеропорт Фолі обробив 24 700 операцій злетів і посадок літаків (в середньому 67 операцій щодня), всі рейси в зазначеному періоді виконувались авіацією загального призначення.